# Lycaena semibrunnea
Lycaena semibrunnea är en fjärilsart som beskrevs av Müller 1920. Lycaena semibrunnea ingår i släktet Lycaena och familjen juvelvingar. Inga underarter finns listade i Catalogue of Life.